# Ліквідатор (фільм, 1996)
Ліквідатор (англ. The Sweeper) — американський бойовик 1996 року.

## Сюжет
На очах у Марка наркоділки вбивають батька — поліцейського, матір і сестру. Сам він дивом залишається в живих. Минуло п'ятнадцять років. Марк, як і мріяв його батько, стає поліцейським. Люди з організації «Пі», які судять вбивць і ґвалтівників, просто вбиваючи їх, обіцяють допомогти молодому поліцейському, але з однією умовою — він повинен стати одним з них. Марк погоджується і, ставши ліквідатором, знищує одного злочинця за іншим. В якийсь момент він починає розуміти, що став грізною зброєю в руках колишніх охоронців порядку, які, як виявилося, мало чим відрізняються від інших бандитів.

## У ролях
- Крістофер Томас Гауелл — Марк Годдард
- Джефф Фейгі — Дейл Годдард
- Ед Лотер — Моллс
- Крістен Далтон — Рейчел Гілл
- Джанет Ганн — Мелісса
- Фелтон Перрі — Фостер
- Макс Елліотт Слейд — молодий Марк
- Сінда Вільямс — Діана
- Катрін Лотнер — Емі
- Марк Кнудсен — вітчим Моллса
- Джон Сейнт Райан — Ригман
- Джим О'Меллі — Шон
- Джон Інграссія — Марш
- Крістофер Оллпорт — Грабб
- Майкл Шамус Вайлс — Джеремая Поп
- Шеннон Веллс — бабуся
- Стів Істін — Річард
- Тім Колсері — Метьюз
- Роберт Льюїс Стефенсон — Елліот
- Анджело Ді Масіо мол. — Крістофер
- Кейша — мати Моллса
- Рей Ласка — Сміт
- Джим Гетч — Голт
- Майкл Едвардс — Рамірес
- Венді Катлер — Ангела
- Джош Кларк — Векс
- Джеймісон Болтс — Денні
- Том Салвітті — Кірбі
- Джейн Сільвія — Тереза
- Аллен Бенкс — хуліган
- Мішель Колуччі-Зігер — мексиканська господиня
- Дженніфер Голкомб — гість
- Чак Вентуорф — пілот